# 凱穆基 (夏威夷州)
凱穆基（英語：Kaimukī）是位於美國夏威夷州檀香山縣的一個非建制地區。該地的面積和人口皆未知。

## 地理
凱穆基的座標為21°16′41″N 157°42′03″W / 21.27806°N 157.70083°W，而該地的平均海拔高度為61米（即200英尺）。